# Chalcosicya
Chalcosicya is een geslacht van kevers uit de familie bladkevers (Chrysomelidae).
De wetenschappelijke naam van het geslacht werd in 1930 gepubliceerd door Blake.

## Soorten
- Chalcosicya metallica Medvedev, 1993